# Fukuzawa Yukichi
Fukuzawa Yukichi (Osaka, 10 gennaio 1834 – Tokyo, 3 febbraio 1901) è stato uno scrittore e saggista giapponese.
Figura tra le più rappresentative del mondo culturale dell'era Meiji, contribuì con la sua attività di educatore e di scrittore a porre le fondamenta del Giappone moderno.

## Biografia

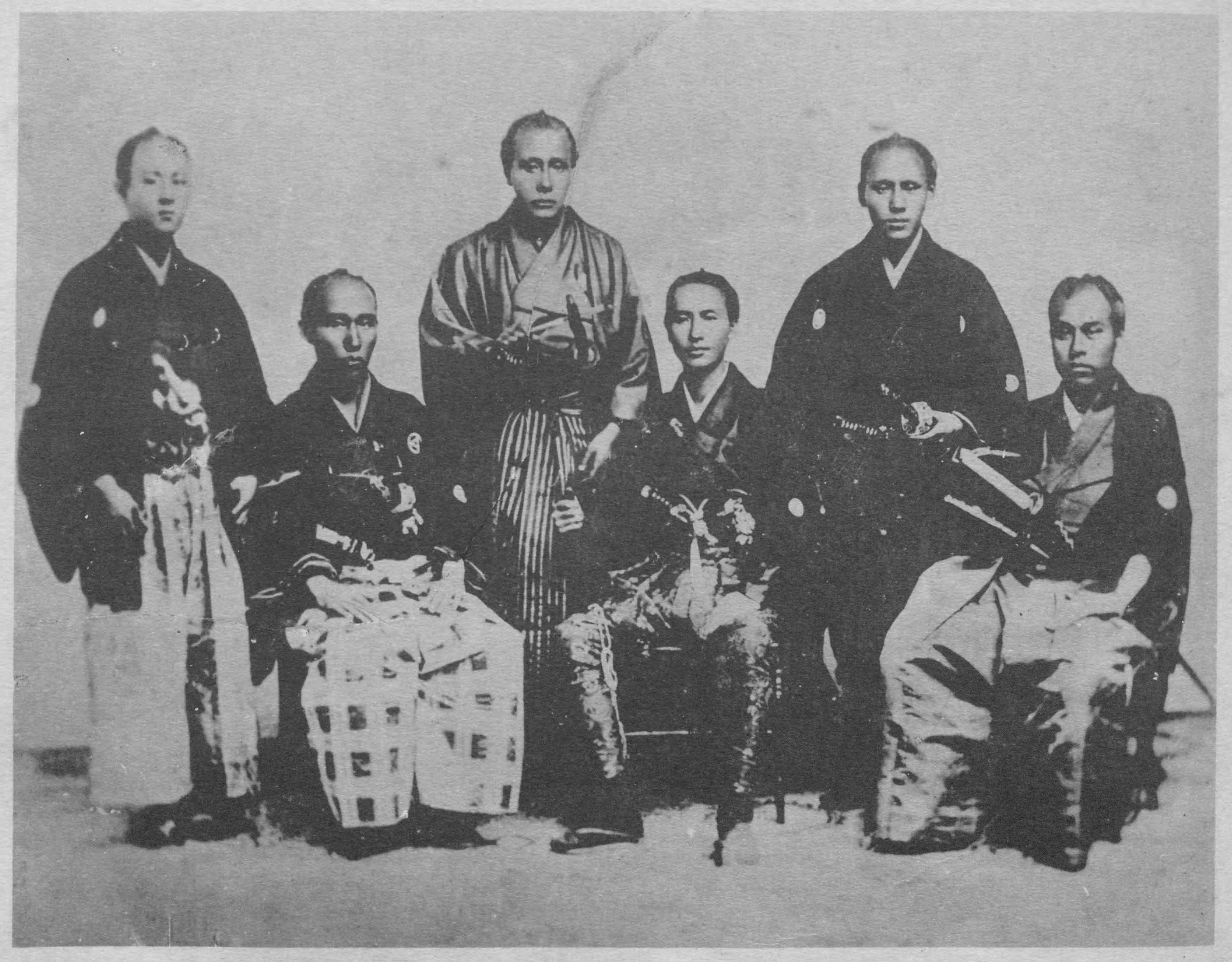
Membri dell'ambasciata giapponese negli Stati Uniti (1860), Fukuzawa Yukichi siede sulla destra.

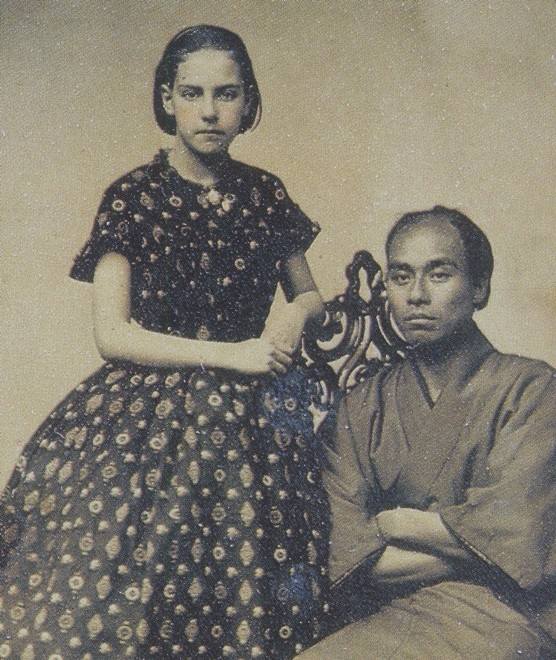
Fukuzawa Yukichi (assieme alla figlia del fotografo), San Francisco, 1860.

La sua famiglia apparteneva al clan di Nakatsu, nella prefettura di Ōita, e suo padre era un guerriero del clan, allievo della scuola di Confucio. Dopo la morte del padre divenne un allievo di Tsuneto Shiroishi.
Intorno al 1854 si trasferì a Nagasaki, dove si iscrisse ad un istituto europeo ed ebbe modo di imparare la lingua olandese e la nuova tecnica del rangaku, definizione giapponese per descrivere un metodo di apprendimento scientifico che consentiva di conoscere le discipline e la cultura del mondo Occidentale.
All'età di ventiquattro anni si recò alla periferia di Edo, odierna Tokyo, e fondò una scuola di lingue, gettando le basi per quella che sarebbe diventata successivamente la prestigiosa Università di Keio, che negli anni ha formato tanti intellettuali e uomini d'affari.
In quegli anni si dedicò a studiare la lingua e la cultura inglese e si impegnò nell'insegnamento linguistico e anche della filosofia e della storia dell'Europa.
Tra il 1860 e il 1867 ebbe l'occasione di viaggiare negli Stati Uniti d'America e in Europa, in Francia, Regno Unito, Paesi Bassi, Prussia e Russia, nel ruolo di interprete assieme a Tomogoro Ono, in una missione ideata dallo shōgun Tokugawa.
Una volta rientrato in Giappone, raccolse tutte le sue esperienze e le sue testimonianze raccolte sull'Occidente in numerosi libri, nei quali approfondiva varie tematiche: dalla storia alla politica, dall'economia alle scienze e alla geografia. Riscossero un grande successo le opere intitolate Le condizioni dell'Occidente, L'incoraggiamento del sapere, nel quale focalizzò l'importanza dell'educazione, dell'individualismo, dell'indipendenza, della competitività e dello scambio delle idee come capisaldi della civiltà moderna e Tutte le nazioni del mondo. Quest'ultimo libro divenne un best seller e fu utilizzato come testo scolastico.
Successivamente scrisse Sekai Kunizukushi in sei volumi, il primo dedicato alle nazioni asiatiche, il secondo a quelle africane il terzo a quelle europee, il quarto a quelle americane, il quinto all'Australia e il sesto come appendice.
Sempre in quegli anni, con la sua opera Lineamenti della civiltà, impresse una nuova svolta nell'interpretazione della storia del suo Paese, prodigandosi per difendere le tendenze ai mutamenti culturali e sociali che contraddistinsero quel periodo.
Negli anni immediatamente precedenti alla restaurazione Meji, a causa delle sue idee progressiste e filo-occidentali, subì minacce di morte e vari attentati, che lo misero in pericolo di vita.
Nel 1882 intensificò la divulgazione delle sue idee progressiste, tramite la fondazione del quotidiano Jiji Shimpo, dalle cui pagine si premurò di offrire un forte sostegno per una decisa occidentalizzazione del Paese.
Si appassionò alle dottrine filosofiche concernenti l'utilitarismo di matrice anglosassone e le divulgò nel lavoro Fuku-o Hyaku-wa ("Cento dialoghi del vecchio Fukuzawa"), stampato nel 1897.
Pochi anni prima di morire ricevette l'offerta della carica di pari, che respinse per restare un semplice cittadino.

## Nella cultura di massa
Alla sua biografia è dedicato il film Fukuzawa Yukichi di Sawai Shin'ichirō del 1991.

## Opere

### Libri originali in versione giapponese

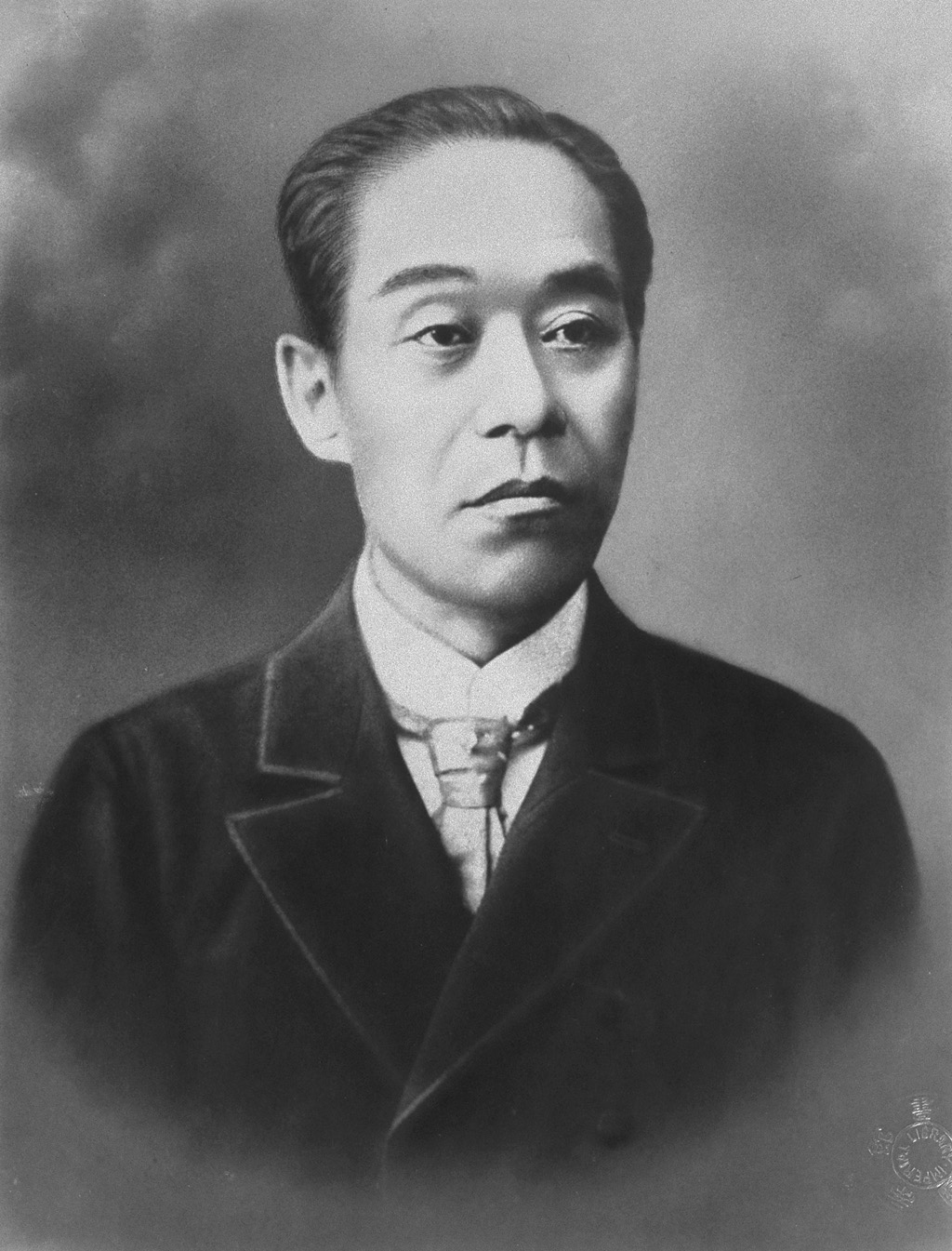
Fukuzawa Yukichi (Kinsei Meishi Shashin, vol. 2).

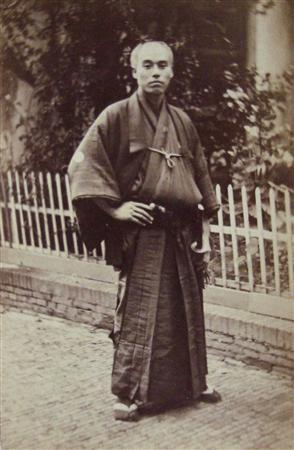
Fukuzawa a Utrecht, per la prima Ambasciata giapponese in Europa, nel 1862.

1. Dizionario inglese-giapponese Archiviato il 16 ottobre 2015 in Internet Archive. (Zōtei Kaei Tsūgo, 1860)
2. Fatti occidentali Archiviato il 13 giugno 2008 in Internet Archive. (Seiyō Jijō, 1866, 1868 and 1870)
3. Libro di educazione Archiviato il 16 ottobre 2015 in Internet Archive. (Raijyū Sōhō, 1867)
4. Guida ai viaggi in Occidente Archiviato il 16 ottobre 2015 in Internet Archive. (Seiyō Tabiannai, 1867)
5. Stile di vita in Occidente Archiviato il 16 ottobre 2015 in Internet Archive. (Seiyō Isyokujyū, 1867)
6. Libro illustrato delle scienze fisiche Archiviato il 16 ottobre 2015 in Internet Archive. (Kinmō Kyūri Zukai, 1868)
7. Arte della guerra in Occidente Archiviato il 16 ottobre 2015 in Internet Archive. (Yōhei Meikan, 1869)
8. Almanacco del mondo Archiviato il 16 ottobre 2015 in Internet Archive. (Shōcyū Bankoku-Ichiran, 1869)
9. Parlamento inglese Archiviato il 16 ottobre 2015 in Internet Archive. (Eikoku Gijiindan, 1869)
10. Relazioni diplomatiche inglesi-cinesi Archiviato il 16 ottobre 2015 in Internet Archive. (Shin-ei Kosai-shimatsu, 1869)
11. Tutte le nazioni del mondo Archiviato il 16 ottobre 2015 in Internet Archive. (Sekai Kunizukushi, 1869)
12. Lezioni per bambini[collegamento interrotto] (Hibi no Oshie, 1871)
13. Libri di lettura per bambini Archiviato il 16 ottobre 2015 in Internet Archive. (Keimō Tenarai-no-Fumi, 1871)
14. Incoraggiamento alla lettura Archiviato il 13 giugno 2008 in Internet Archive. (Gakumon no Susume, 1872-1876)
15. Libro di etica occidentale Archiviato il 16 ottobre 2015 in Internet Archive. (Dōmō Oshie-Gusa, 1872)
16. Discussioni sul nuovo calendario Archiviato il 16 ottobre 2015 in Internet Archive. (Kaireki-Ben, 1873)
17. Mappa del Giappone per bambini Archiviato il 16 ottobre 2015 in Internet Archive. (Nihon Chizu Sōshi, 1873)
18. Letture elementari per bambini Archiviato il 16 ottobre 2015 in Internet Archive. (Moji-no-Oshie, 1873)
19. Come tenere una conferenza Archiviato il 16 ottobre 2015 in Internet Archive. (Kaigi-Ben, 1874)
20. Teoria e sviluppo della civiltà Archiviato il 1º ottobre 2020 in Internet Archive. (Bunmeiron no Gairyaku, 1875)
21. Indipendenza della mente degli scolari Archiviato il 16 ottobre 2015 in Internet Archive. (Gakusya Anshinron, 1876)
22. Decentralizzazione del potere in Giappone Archiviato il 16 ottobre 2015 in Internet Archive. (Bunkenron, 1877)
23. Economia populare Archiviato il 16 ottobre 2015 in Internet Archive. (Minkan Keizairoku, 1877)
24. Collezione di saggi di Fukuzawa Archiviato il 16 ottobre 2015 in Internet Archive. (Fukuzawa Bunsyū, 1878)
25. Conferenze sui diritti civili Archiviato il 16 ottobre 2015 in Internet Archive. (Tsūzoku Minkenron, 1878)
26. Conferenze sui diritti della nazione Archiviato il 16 ottobre 2015 in Internet Archive. (Tsūzoku Kokkenron, 1878)
27. Evoluzione del modo di pensare della gente Archiviato il 16 ottobre 2015 in Internet Archive. (Minjyō Ittushin, 1879)
28. Commenti sui problemi d'oggi Archiviato il 16 ottobre 2015 in Internet Archive. (Jiji Shōgen, 1881)
29. Sulle armi Archiviato il 16 ottobre 2015 in Internet Archive. (Heiron, 1882)
30. Sulla morale Archiviato il 16 ottobre 2015 in Internet Archive. (Tokuiku-Ikan, 1882)
31. Sull'indipendenza dell'insegnamento Archiviato il 16 ottobre 2015 in Internet Archive. (Gakumon-no Dokuritsu, 1883)
32. La morale degli uomini Archiviato il 16 ottobre 2015 in Internet Archive. (Shijin Syoseiron, 1885)
33. Sugli affari Archiviato il 16 ottobre 2015 in Internet Archive. (Jitsugyōron, 1893)
34. Discorsi di Fukuzawa Archiviato il 26 settembre 2017 in Internet Archive. (Fukuō Hyakuwa, 1897)
35. Autobiografia di Fukuzawa Yukichi Archiviato il 13 giugno 2008 in Internet Archive. (Fukuō Jiden, 1899)